# 보대 (요)
보대(保大, 1121년 ~ 1125년 2월)는 요나라(거란국) 천조제(天祚帝) 야율 연희(耶律 延禧)의 세번째 연호이다. 4년 2개월 가량 사용하였다. 천조제(天祚帝)가 서쪽으로 피난가던 도중에 응주(應州, 지금의 잉현)에서 금나라 군대에 잡혀 포로가 되면서, 요나라가 망하게 된다.

## 개원
- 천경(天慶) 11년 1월 1일[1](1121년 1월 21일)에 연호를 보대(保大)로 개원함.[2][3][4]

- 보대(保大) 5년 2월 20일[5](1125년 3월 26일)에 금나라의 의해 요나라가 망하면서, 보대 연호가 중지됨.[6][7][4]

## 연대 대조표
| 보대       | 원년           | 2년        | 3년                 | 4년        | 5년        |
| 서기(西紀) | 1121년         | 1122년     | 1123년              | 1124년     | 1125년     |
| 간지(干支) | 신축(辛丑)     | 임인(壬寅) | 계묘(癸卯)          | 갑진(甲辰) | 을사(乙巳) |
| 북송(北宋) | 선화(宣和) 3년 | 4년        | 5년                 | 6년        | 7년        |
| 금(金)     | 천보(天輔) 5년 | 6년        | 7년 천회(天會) 원년 | 2년        | 3년        |

## 동시대 연호

### 중국
송(宋)
- 선화(宣和) (1119년 ~ 1125년)

금(金)
- 천보(天輔) (1117년 ~ 1123년)
- 천회(天會) (1123년 ~ 1137년)

서하(西夏)
- 원덕(元德) (1119년 ~ 1127년)

대리국(大理國)
- 문치(文治) (1110년 ~ 1121년)
- 가영(嘉永) (1122년 ~ 1128년)

북요(北遼)
- 건복(建福) (1122년)
- 덕흥(德興) (1122년)
- 신력(神曆) (1123년)

서요(西遼)
- 연경(延慶) (1124년 ~ 1133년)

해족(奚族)
- 천복(天復) (1123년)
- 천사(天嗣) (1123년)

기타
- 방랍(方臘) 영락(永樂) (1120년 ~ 1121년)

### 베트남
- 티엔푸주에부(天符睿武) (1120년 ~ 1126년)

### 일본
- 호안(保安) (1120년 ~ 1124년)
- 덴지(天治) (1124년 ~ 1126년)

## 같이 보기
- 다른 왕조의 같은 연호
  - 남당(南唐) 보대(保大, 943년 ~ 958년)
  - 응우옌 왕조(阮朝) 바오다이(保大, 1926년 ~ 1945년)

- 중국의 연호 목록